# Teatro alla Scala

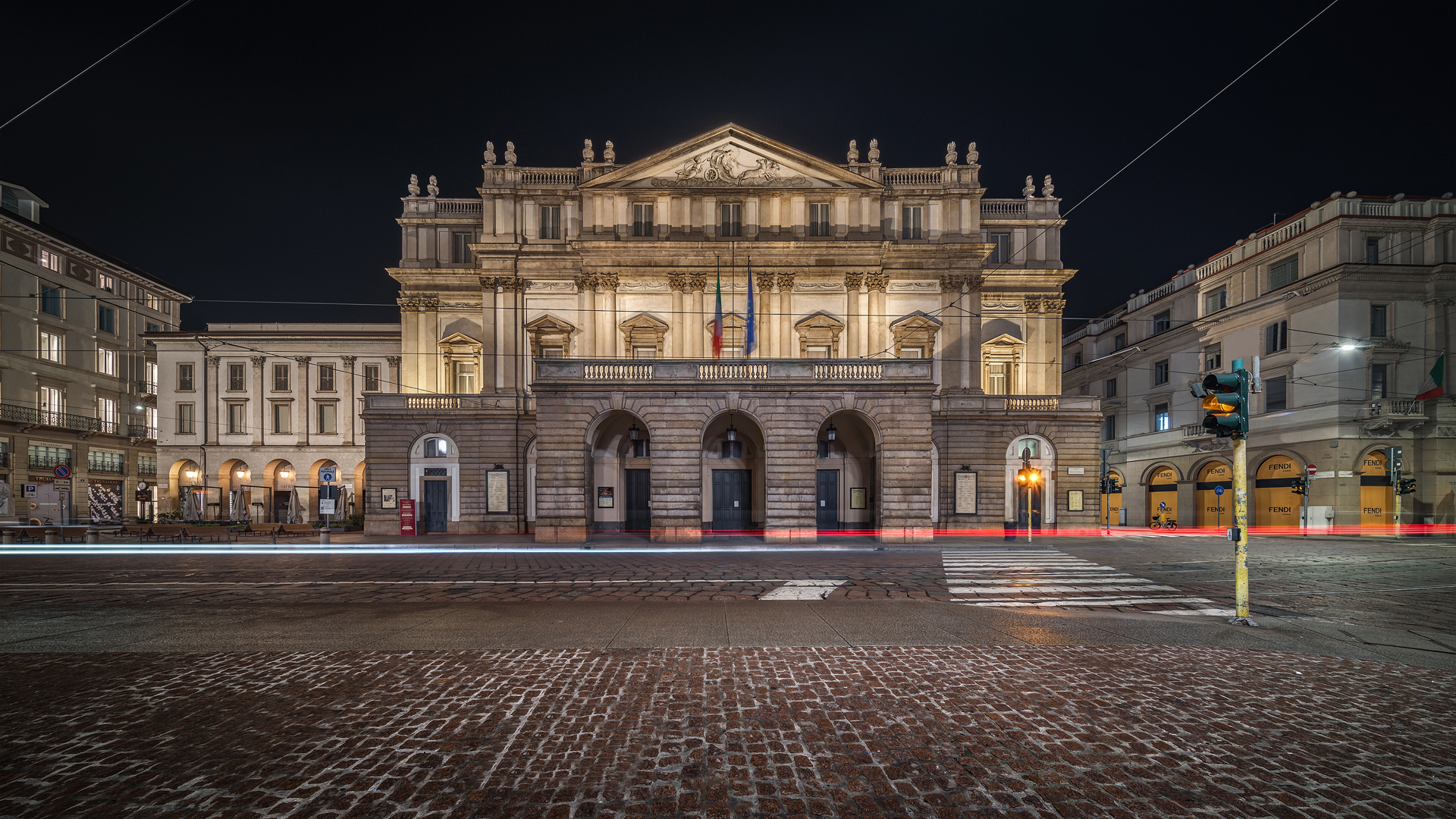
Teatro alla Scala din Milano, noaptea

Teatro alla Scala

Teatro alla Scala (ori, adeseori, doar La Scala) din Milano, Italia, este cel mai însemnat centru al culturii italiene de operă, totodată este una din cele mai faimoase teatre de operă din lume. 

## Istoric
A fost construit între anii 1776 și 1778, apoi, după bombardamentul suferit în 1943, a fost reconstruit și și-a reluat activitatea în 1946.
Inaugurarea oficială a companiei de operă a avut loc la 3 august 1778 sub numele de Nuovo Regio Ducale Teatro alla Scala prin prezentarea operei Europa riconosciuta a compozitorului Antonio Salieri.

## Stagiune
Sezonul tradițional al operei La Scala începe în ziua de 7 decembrie, ziua Sfântului Ambrozie, sfântul patron al orașului Milano. Toate spectacolele trebuie să se termine înaintea miezului nopții; ca atare, toate spectacolele mai lungi  încep atât de devreme cât este necesar. După începerea spectacolului, intrarea spectatorilor nu mai este permisă.
Muzeul La Scala, în original, Museo Teatrale alla Scala, care este accesibil din foaierul clădirii teatrului liric, conține o colecție extraordinară de picturi, schițe, statui, costume și alte documente referitoare la compania de operă La Scala, respectiv la istoria companiei și a clădirii.
'La Scala' găzduiește de asemenea Accademia d’Arti e Mestieri dello Spettacolo (într-o traducere în spiritul limbii române, Academia pentru studiul artelor dramatice), al cărei scop declarat este de a pregăti noi generații de muzicieni și personal tehnic, respectiv de balerini la Scuola di Ballo del Teatro alla Scala, una din secțiile Academiei.
Din ansamblul teatrului au făcut parte cei mai mari cântăreți ai lumii, printre care și Hariclea Darclée, Elena Teodorini, Grigore Gabrielescu.
Timp îndelungat, conducerea muzicală a deținut-o Arturo Toscanini.

## Cei mai importanți dirijori și directori muzicali ai La Scala
| - Daniel Barenboim, (2006 -) (în calitate de dirijor invitat de onoare) - Riccardo Muti, (1986 - 2005) - Claudio Abbado, (1968 - 1986) - Nu a existat nici un director muzical între 1956 și 1968 - Guido Cantelli, (1956) (A decedat într-un accident de avion la o săptămână după numirea sa) - Carlo Maria Giulini, (1953 - 1956) | - Victor de Sabata, (1930 - 1953) - Arturo Toscanini, (1921 - 1929) - La Scala a fost închisă între 1918 și 1920 - Tullio Serafin, (1909 - 1914) - Tullio Serafin, (1917 - 1918) - Arturo Toscanini, (1898 - 1908) - Franco Faccio, (1871 - 1889) |

## Premiere

### Opera
| - 2007: Teneke de Fabio Vacchi - 1988: Montag aus Licht de Karlheinz Stockhausen - 1984: Samstag aus Licht de Karlheinz Stockhausen - 1957: Dialogues des Carmélites de Francis Poulenc - 1926: Turandot de Giacomo Puccini - 1924: Nerone de Arrigo Boito - 1904: Madama Butterfly de Giacomo Puccini - 1893: Falstaff de Giuseppe Verdi - 1892: La Wally de Alfredo Catalani - 1889: Edgar de Giacomo Puccini - 1887: Otello de Giuseppe Verdi - 1885: Marion Delorme de Amilcare Ponchielli - 1876: La Gioconda de Amilcare Ponchielli - 1870: Il Guarany de Carlos Gomes - 1868: Mefistofele de Arrigo Boito | - 1845: Giovanna d'Arco de Giuseppe Verdi - 1843: I Lombardi alla prima crociata de Giuseppe Verdi - 1842: Nabucco de Giuseppe Verdi - 1840: Un giorno di regno de Giuseppe Verdi - 1839: Oberto, Conte di San Bonifacio de Giuseppe Verdi - 1835: Maria Stuarda de Gaetano Donizetti - 1833: Lucrezia Borgia de Gaetano Donizetti - 1831: Norma de Vincenzo Bellini - 1829: La straniera de Vincenzo Bellini - 1827: Il pirata de Vincenzo Bellini - 1820: Margherita d'Anjou de Giacomo Meyerbeer - 1814: Il turco in Italia de Gioachino Rossini - 1813: Aureliano in Palmira de Gioachino Rossini - 1812: La pietra del paragone de Gioachino Rossini - 1778: Europa riconosciuta de Antonio Salieri |

### Balet
- 1881 Excelsior – muzica Romualdo Marenco, coregrafia Luigi Manzotti
- 2012 L'altra metà del cielo
- 2021 Madina